# Державна національна армія Шан

Прапор Національної армії Шан

Національна армія держави Шан (англ. The Shan State National Army) — націоналістична повстанська група, яка боролася проти тодішньої правлячої Державної ради миру і розвитку військового режиму М'янми (Бірма). Командиром SSNA був полковник Кан Йод. Національна армія держави Шан була утворена 7 липня 1995 року незадоволеними членами армії Монг-Тай (МТА) під керівництвом Хун Са. Вони заявили, що MTA була більше зосереджена на незаконному обороті наркотиків з Китаю до М'янми, ніж на самовизначенні народу Шан. Два командири і 500 повстанців вирішили відділитися від МТА. До вересня 1995 року, понад 2000 повстанців приєдналися до SSNA, залишивши штаб MTA в Хa Монг. Армія Монг-Тай зрештою здалася урядовим силам і була розпущена після масового дезертирства. SSNA підписала перемир'я про припинення вогню з урядом наприкінці 1995 року.

## Робота уряду
У квітні 2005 року солдати Збройних сил М'янми (Татмадав) та Об'єднаної армії держави Ва провели спільну операцію проти штаб-квартири SSNA, що призвело до арешту більшості їх лідерів. 11 квітня 2005 року та 19 травня 2005 року дві бригади SSNA здалися і були роззброєні після отримання вимоги Татмадаву передати територію урядовим військам. Після операції, командир SSNA Сай Ї Ї і близько 5000-6000 солдат покинули SSNA і вступили до Армії держави Шан — Південь (SSA-S), на чолі з полковником Йодом Суком.

## Розпуск
Після тюремного ув'язнення більшості її лідерів, бригади SSNA або здалися і були роззброєні або приєдналися до SSA-S у травні 2005 року.
1-а бригада була роззброєна.
6-а бригада вступила до SSA-S.
9-а бригада вступила до SSA-S.
11-я бригада під керівництва Ю Канна була роззброєна.
16-я бригада вступила до SSA-S.
19-я бригада здалася, але не була роззброєна.